# Звёздная карта (фильм)
«Звёздная карта» (англ. Maps to the Stars) — сатирический фильм канадского режиссёра Дэвида Кроненберга по сценарию Брюса Вагнера. Премьера состоялась в основном конкурсе Каннского кинофестиваля 2014 года, где фильм получил приз за лучшую женскую роль (Джулианна Мур) и приз за лучший саундтрек.

## Сюжет
В центре сюжета находится семья Вайс во главе с доктором Стэффордом Вайсом (Джон Кьюсак), психотерапевтом, телеведущим и автором бестселлеров о самосовершенствовании. Одной из его клиенток является Гавана (Джулианна Мур), актриса, мечтающая сняться в ремейке фильма, который сделал её мать Кларис (Сара Гадон) кинозвездой в 1960-е годы. Её преследует призрак матери, с которой у неё были сложные отношения, и желание сыграть Кларис представляется попыткой разрешить её собственные комплексы, вынесенные из детства. 
Жена доктора Стэффорда, Кристина (Оливия Уильямс), управляет карьерой Бенджи (Эван Бёрд) — их 13-летнего сына-телезвезды, выздоравливающего от наркотической зависимости после прохождения курса лечения в реабилитационном центре.
В то же время, дочь Стэффорда и Кристины Агата (Миа Васиковска) освобождается из психиатрической больницы, где она находилась на принудительном лечении после того, как несколько лет назад совершила поджог в старом доме Стэффорда и Кристины, от которого у самой Агаты остались шрамы. Девушка приезжает в город, где живёт семья Вайсов. Она устраивается на работу помощницы у Гаваны Сегранд, заводит дружбу с парнем по имени Джером Фонтана (Роберт Паттинсон), который мечтает стать голливудским актёром, пишет собственный сценарий и, чтобы свести концы с концами, работает водителем лимузина в Голливуде.

## В ролях
| Актёр            | Роль           |
| ---------------- | -------------- |
| Джулианна Мур    | Гавана Сегранд |
| Миа Васиковска   | Агата Вайс     |
| Эван Бёрд        | Бенджи Вайс    |
| Джон Кьюсак      | Стаффорд Вайс  |
| Оливия Уильямс   | Кристина Вайс  |
| Роберт Паттинсон | Джером Фонтана |
| Сара Гадон       | Кларис Таггарт |
| Нив Уилсон       | Сэм            |

## Отзывы
Был признан одним из 10 лучших фильмов 2014 года по версии французского киножурнала Cahiers du Cinema.

## Награды и номинации
- 2014 — приз за лучшую женскую роль (Джулианна Мур) и приз за лучший саундтрек (Говард Шор) на Каннском кинофестивале.
- 2014 — приз за лучшую женскую роль (Джулианна Мур) на Каталонском кинофестивале в Сиджесе.
- 2014 — участие в конкурсной программе Каирского кинофестиваля.
- 2015 — две премии Канадской киноакадемии за лучшую мужскую роль второго плана (Джон Кьюсак) и за лучшую оригинальную музыку (Говард Шор), а также 9 номинаций: лучший фильм, лучшая режиссура (Дэвид Кроненберг), лучший сценарий (Брюс Вагнер), лучшая мужская роль (Эван Бёрд), лучшая женская роль (Джулианна Мур), лучшая мужская роль второго плана (Роберт Паттинсон), лучшая женская роль второго плана (Миа Васиковска), лучший монтаж (Рональд Сандерс), лучший звук.
- 2015 — номинация на премию «Золотой глобус» за лучшую женскую роль в комедии или мюзикле (Джулианна Мур).
- 2015 — номинация на премию Лондонского кружка кинокритиков лучшей актрисе года (Джулианна Мур).